# Slag bij Amerongen

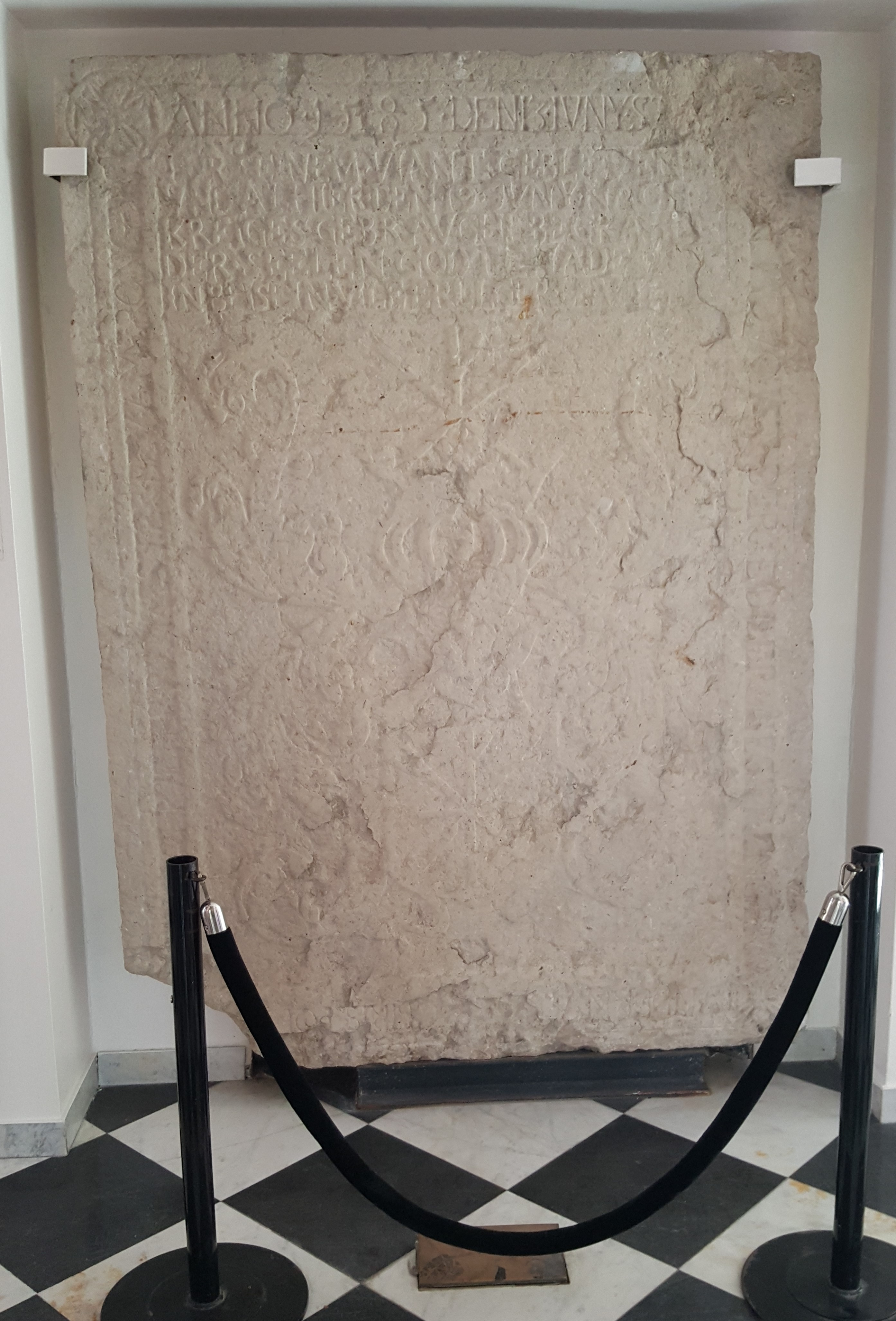
Grafsteen in de Mariënhof te Amersfoort van Ritmeester in Staatse dienst Christoffel van Kalckrueten. Gesneuveld tegen de Spanjaarden in de slag bij Amerongen De steen is gehouwen door de steenhouwer Lambert. (Foto T. Reedijk, 2019)

De Slag bij Amerongen was een veldslag die bij Amerongen plaatsvond op 23 juni 1585 (volgens andere bronnen 9 juli 1585) als onderdeel van de Tachtigjarige Oorlog.
Johan Baptiste van Taxis, kolonel in het Spaans koninklijke leger en stadhouder van Zutphen, trok over de Veluwe op naar Holland. De Staten-Generaal der Nederlanden stuurden Adolf van Nieuwenaar, graaf van Meurs (stadhouder van Utrecht), Maarten Schenk van Nydeggen, Joost de Soete, heer van Villers (ook Villiers) en twee zonen van Willem IV van den Bergh -Herman en Oswald- om hem tegen te houden.
De legers botsten bij Amerongen, waar de Staatsen aanvankelijk aan de winnende hand leken. Doch tijdens het gevecht liepen de broers van den Bergh over naar Spaanse zijde en vielen hun vroegere bondgenoten in de rug aan, terwijl de in reserve gehouden Spaanse ruiterij werd ingezet. De opstandelingen zaten tussen twee vijanden; de Staatse ruiters konden ontsnappen, maar de Spanjaarden richtten een slachting aan onder het voetvolk (zes vendels). Joost de Soete werd gevangengenomen, Adolf en Maarten Schenk slaagden erin het slagveld te ontvluchten.
Er vielen 2500 doden, waaronder 1600 staatsen.
In de Mariënhof (Amersfoort) bevindt zich een grafsteen die gevonden is in 1887 bij de afbraak van de kapel van het klooster Mariënhof. Deze steen dekte het graf van de Ritmeester in Staatse dienst Christoffel van Kalckrueten, die sneuvelde in de Slag bij Amerongen. De grafsteen is vervaardigd door de steenhouwer Lambert. De kosten hiervan bedroegen indertijd 18 guldens. Het wapen op de steen bestaat uit drie gekruiste kalkschoppen.